# ای اس ام رضوان الرحمن
سرلشکر ای اس ام رضوان الرحمن ، ای دبلیو اس، ای اف ذبلیو سی، پی اس سی، جی ژنرال دو ستاره ارتش بنگلادش می باشد. الرحمن در حال حاضر به اسم فرمانده انستیتوی آموزش عملیات پشتیبانی صلح بنگلادش (بی یی پی اس او تی) خدمت می کند.  الرحمن پیش از خدمت در بی یی پی اس او تی، رئیس هیئت کنترل ورزش ارتش بنگلادش بود. 

## حرفه
رضوان در ارتش بنگلادش در ۲۱ دسامبر ۱۹۹۰ با بیست و سومین دوره بی م ای بزرگ راه اندازی شد. رضوان به نام مدیر اداره آموزش نظامی در ستاد ارتش به نام سرتیپ خدمت کرده است. 